# Ladja brez imena
Ladja brez imena je drama Vitomila Zupana, ki jo je napisal leta 1953.

## Osebe
- Rajnik
- Tanata
- Babilonka
- Hudič
- Kapitan Java
- Angel
- Atlant
- Sodnik

## Vsebina

### 1. dejanje
Rajnik služi na Ladji brez imena, za hišico in vrt, kjer naj bi srečno živela z ljubljeno Tanato. V viharju rešijo brodolomca, Babilonko in Hudiča, ki sta prava nesreča za ladjo: Babilonka oblega Rajka in draži mornarje s svojo poželjivo lepoto, Hudič pa spletkari in s svojimi nauki o užitkih spodkopava moralo moštva. Izbruhne upor, vsi glavni akterji drame pridejo v zapor, kjer jih skušajo zlomiti; Tanati, ki hoče obiskati moža, govorijo, da jo je varal z Babilonko. Rajniku, da se ga je žena odrekla. Oba zdržita preizkušnjo, njuna ljubezen in zaupanje sta močnejša. Jetnike reši kapitan Java, ki so ga bili uporniki vrgli v morje, nato pa je bil zajet in se ni mogel prej vrniti. Proces se obnovi in jetniki so prosti.

### 2. dejanje
Vsi so spet na ladji, Rajnik in Tanata srečna plešeta, ko on in Atlant dobita vojaški poziv. Ljubimca se morata spet ločiti, a v duhu sta povezana, vzpodbujata se, da ne bi izgubila poguma: vse grdo je resničnost, vse lepo so sanje, vanje je treba neomajno verovati. Na vojski je Rajnik ranjen, srečata se z Babilonko, ki je postala bolniška sestra; razklana je, ne najde ravnotežja med željo po očiščenju in pohoto, vendar se trudi, kolikor more. Hudič pa je stari, krade in si dela premoženje s črno borzo; v ječi je izdajal, zdaj pa naščuva Atlanta, češ da je izdajalec Rajnik. Atlant se napije in Rajnika zabode, tisti hip pa ladjo torpedira sovražna podmornica. Toda Rajnik in Tanata sta še zmeraj združena – v sanjah.

### 3. dejanje
Nad utopljenci na morskem dnu se začenja sodba, vsem so njihova življenja kakor na dlani. Angel se prvi očisti, preobrazi se v angela tožnika-maščevalca. Java, ki je izgubil vse svoje in zato ljubi vse ljudi, je očiščen drugi in postane zagovornik obtoženih. Atlant spozna, da je bilo njegovo življenje posvečeno trebuhu, da je bil brezbrižen do drugih; ker pa trebuhu ni stregel za vsako ceno, ni varal, kradel, izdajal, je očiščen. Hudiču spoznanje o zavrženosti njegovega življenja povzroča grozne bolečine, Java mu lahko izprosi le to, da bo obraz njegove duše svarilo za tiste, ki bi jih mikalo izbrati zlo. Preklet je tudi sodnik, ker je zlorabljal službo in postavo za lastno korist in moč, ker je bil lakomen in strahopeten. Babilonka ne prosi usmiljenja, zaveda se, da je prirojeno silo za življenje uporabljala za smrt; a je sanjala o rešitvi , kar je korak na pravo pot, v njeno dobro priča tudi ranjenec, za katerega je skrbela kot bolniška sestra, celo Tanata ji je odpusti, zato je očiščena. Zadnja sta očiščena Rajnik in Tanata, ker sploh še nista zares živela, ampak samo sanjala; dovoljena jima je nesmrtnost sanj. V sanjah stopita na krov Ladje brez imena, kapitan Java pa prosi usmiljenja, vseh za vse.